# 월경 컵

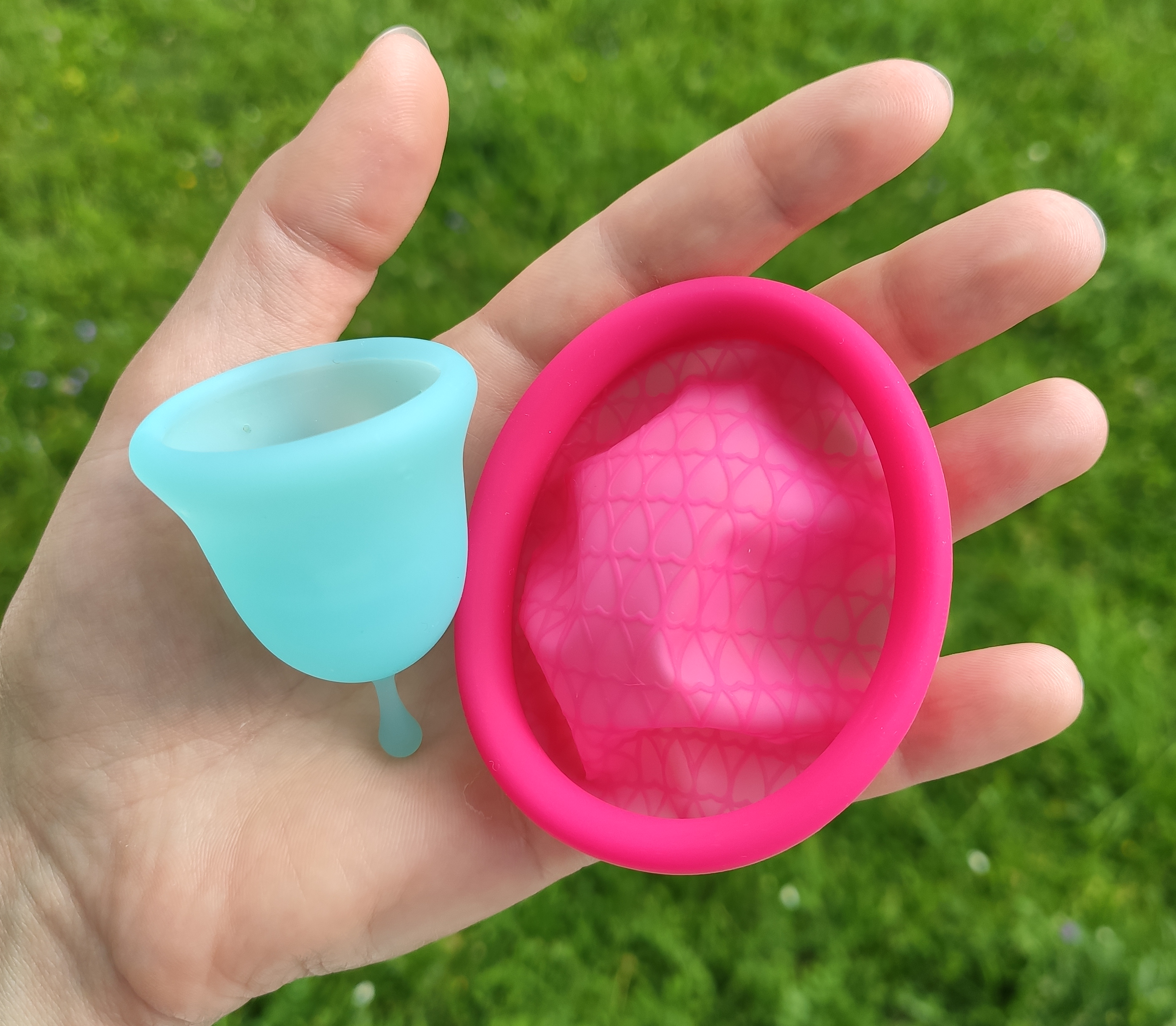
왼쪽: 파란색 종 모양의 두꺼운 벽을 가진 월경컵 (월경종이라고도 함); 오른쪽: 분홍색 그릇 모양의 얇은 벽을 가진 월경컵 (월경 디스크 또는 링이라고도 함). 링 모양의 컵이 구겨진 것을 확인하시오.

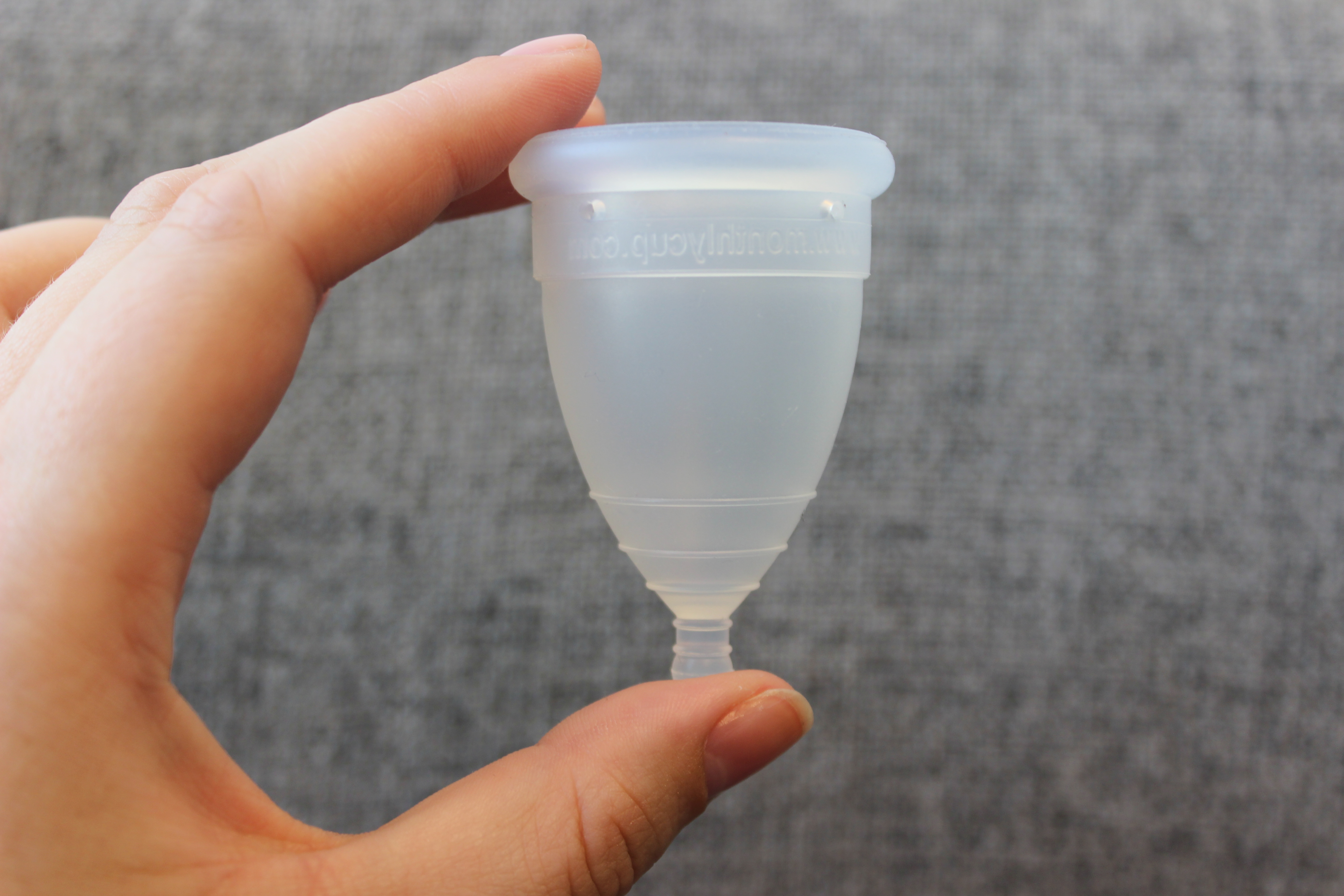
손에 든 월경 컵

월경 컵(menstrual cup) 또는 생리 컵은 의료용 실리콘 등으로 제작되는 종 모양의 생리용품이다.  여성의 질 내부에 넣어 월경혈을 받아내는 데에 사용되며, 8~12시간마다 제거하여 내용물을 비우고 세척 후 다시 장착하는 식으로 재사용이 가능하다.삽입할 때에는 C자모양을 만들면 삽입이 잘 된다. 하지만 8~12시간을 넘기면서 사용하면 부작용이 일어날 수 있으니 시간을 잘 지켜야 한다.

## 같이 보기
- 생리
- 생리대
- 탐폰